# Эмбало, Умару Сисоку
Ума́ру Мокта́р Сисо́ку Эмбало́ (порт. Umaro Mokhtar Sissoco Embaló; род. 23 сентября 1972, Бисау, Португальская Гвинея) — государственный, военный и политический деятель Гвинеи-Бисау. Политолог и военный офицер, занимавший пост премьер-министра с 18 ноября 2016 по 16 января 2018 года. Президент страны с 27 февраля 2020 года.

## Биография
Родился 23 сентября 1972 года в Бисау, Португальская Гвинея. Получил степень по международным отношениям в Высшем институте социальных и политических наук в Техническом университете Лиссабона и степень магистра в области политических наук, а также степень доктора международных отношений в Мадридском университете Комплутенсе. Свободно говорит на португальском и испанском языках, а также владеет английским, французским, арабским языками и суахили.
Проходил военную службу в армии Гвинеи-Бисау, обучался в Центре национальной обороны Испании, а затем проводил исследования в области национальной безопасности в Брюсселе, Тель-Авиве, Йоханнесбурге, Японии и Париже. Ему присвоено звание бригадного генерала вооружённых сил Гвинеи-Бисау. В настоящее время специализируется на африканских и ближневосточных вопросах, а также на областях обороны, международного сотрудничества и развития. Является бывшим министром по делам Африки. Сформировал кабинет правительства 13 декабря 2016 года, после назначения президентом Жозе Мариу Вашем на должность премьер-министра 18 ноября 2016 года.
После того, как стал премьер-министром, столкнулся с бойкотом своей собственной партии — Африканской партии независимости Гвинеи и Кабо-Верде (ПАИГК), которая силами Центрального комитета выразила ему недоверие: 26 ноября 2016 года против него проголосовало 112 человек и 11 «за».
В качестве главы правительства мог рассчитывать на поддержку только Партии социального обновления, второй по величине в Национальном народном собрании Гвинеи-Бисау. 13 января 2018 года у него начался конфликт с президентом страны Жозе Мариу Вашем, что привело к отставке Умару Сисоко Эмбало 16 января 2018 года.
24 ноября 2019 года вышел во второй тур президентских выборов в Гвинее-Бисау, получив в первом туре 27,65 % голосов избирателей и заняв второе место. 29 декабря 2019 года одержал победу во втором туре над бывшим премьер-министром страны Симойншем Домингушем Перейрой с результатом 53,55 % голосов избирателей. Об этом стало известно уже 2 января 2020 года.

## Во главе страны
В январе 2020 года начались проволочки, многие сторонники действующей власти не хотели отдавать власть оппозиции. В конце января ЭКОВАС заявило, что оно признаёт президентом страны Эмбало. 27 февраля 2020 года он вступил в должность президента Гвинеи-Бисау, новым премьер-министром стал постоянный кандидат в президенты от военных Нуно Гомеш Набиам. На следующий день противники провозгласили временным президентом Сиприану Кассаму.
1 февраля 2022 года возле Дворца правительства на окраине Бисау началась стрельба, после чего в город вошли правительственные танки. Эмбало сообщил, что в стране произошла попытка государственного переворота, но она провалилась. По его словам, это была попытка убить президента, премьер-министра Нуно Гомеша Набиама и весь кабинет министров. Эмбало указал, что операция была хорошо организована, её могли осуществить «люди, причастные к торговле наркотиками».
В июле 2023 года посетил саммит Россия — Африка в Санкт-Петербурге и встретился с президентом России Владимиром Путиным.
3 марта 2024 года Эмбало посетил Иерусалим и выразил поддержку Израилю в войне в Газе. Он сказал президенту Израиля Ицхаку Герцогу, что «Гвинея-Бисау и её народ на вашей стороне и готовы помочь вам любым возможным способом».